# Martin Wirbach
Martin Wirbach (* um 1720; † 1776 in Breslau) war ein deutscher Kantor und Komponist. 

## Leben
Wirbach war um 1557 Kantor an der Elisabethkirche in Breslau und Lehrer am Elisabethan. Er hinterließ einen Jahrgang Kirchenkantaten, mehrere Festkantaten sowie Sinfonien und war „seinen Zeitgenossen rühmlichst bekannt“.